# Thomas Ostermeier
Thomas Ostermeier (Soltau, Alemanya, 3 de setembre de 1968) és un director d'escena alemany. Actualment és membre de la direcció artística de la Schaubühne am Lehniner Platz de Berlín.

## Trajectòria professional
Va començar la seva carrera teatral el 1990 amb la participació a Faust d'Einar Schleef al Berliner Hochschule für Schauspielkunst (Institut Superior d'Arts de Berlín). Entre 1992 i 1996 va estudiar direcció escènica al Berliner Hochschule für Schauspielkunst Ernst Busch (Institut Superior d'Art Dramàtic Ernst Busch). Va coincidir amb alguns dels seus mestres, com Manfred Karge, amb el qual va treballar d'assistent a Weimar i al Berliner Ensemble. Entre 1996 i 1999 va ser director escènic i artístic de la Baracke am Deutschen Theater que el 1998 va ser guardonada amb el premi "Teatre de l'any". D'aquesta etapa destaquen les produccions següents: Fette Männer im Rock (Nicky Silver), Ganivets a les gallines (David Harrower), Mann ist Mann (Bertolt Brecht) i Suzuki (Alexei Xipenko). El 1999 estrena L'ocell blau (Maurice Maeterlinck) al Deutsches Theater de Berlín i es converteix en el director convidat de la Schauspielhaus d'Hamburg, on estrena Disco Pigs (Enda Walsh) i Cara de foc (Marius von Mayenburg). Des del 1999 forma part de la direcció artística de la Schaubühne am Lehniner Platz a Berlín on ha promocionat el treball d'autors contemporanis (Sarah Kane, Marius Von Mayenburg, John Fosse, Mark Ravenhill, Caryl Churchill...), autors clàssics (Shakespeare) i autors moderns (Ibsen, O'Neill, T. Williams...). El 2004 va ser nomenat artista associat del Festival d'Avinyó i des del 2010 és president del Consell Cultural Franco-Alemany. Actualment és membre de l'Acadèmia Alemanya d'Arts Escèniques i les seves produccions es poden veure per tot el món.

## Principis teòrics i estètics

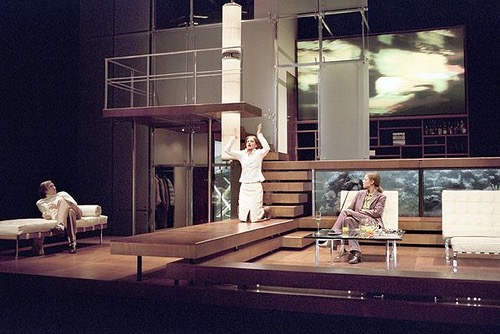
Anne Tismer representant Nora

Per Thomas Ostermeier el teatre no ha de ser només un entreteniment, sinó un art amb caràcter educatiu. La seva inspiració sorgeix del teatre revolucionari rus dels anys 20 i del cinema.

### Herència rebuda
A l'escola d'Ernst Busch, el Sr.Ostermeier va rebre la influència de la tradició del teatre alemany de l'Est. A més, va estudiar Brecht, Meyerhold, Stanislavsky..., per tant, les seves posades en escena mostren la influència d'aquests autors.

### Realisme
Per Thomas Ostermeier el teatre realista no consisteix a copiar el món tal com es veu:

### Compromís social i polític
Ostermeier pensa que l'escena ha de ser un espai en el qual s'expressi la vàlua del compromís polític. Pel director de la Schubühne de Berlín, no pot haver-hi teatre si no existeix un profund vincle amb la societat.

### Sobre l'actor
L'actor és la part principal dels seus muntatges, als quals els exigeix el màxim compromís físic i corporal. Per ell l'emoció ha de fluir de l'acció. 

### Sobre la direcció
Thomas Ostermeier sempre busca entendre l'ànima del dramaturg. Abans de l'estrena de les seves obres organitza trobades, tallers i lectures entre els autors i els actors. En el cas de les obres de repertori modern, es fa la següent pregunta: quina classe de missatge voldrien donar si escrivissin avui? 

### Estètica
L'estètica de les seves obres inclou la realitat mediàtica actual i el món del consumisme: referències visuals i acústiques del cinema, de la televisió, dels còmics... Thomas Ostermeier confronta el públic amb personatges marginals, alcohòlics, drogoaddictes... El seu teatre també està influït per l'estètica del rock.

## Thomas Ostermeier a Catalunya
El reconegut director alemany ha vingut a actuar a Catalunya repetides vegades i és un dels directors més ovacionats pel públic català. La seva primera posada en escena va ser Cara de foc de Marius von Mayenburg al Sitges Teatre Internacional (1967-2004). El Teatre Lliure ha programat sis obres teatrals del Sr.Ostermeier gràcies a l'afany de l'exdirector del teatre, el Sr.Àlex Rigola, per mostrar obres internacionals. D'altra banda, el director del Festival Temporada Alta de Girona, el Sr.Salvador Sunyer, ha inclòs dues vegades Thomas Ostermeier i la seva companyia de la Schaubühne am Lehniner Platz al programa del festival. L'any 2009 el seu Hamlet va ser guardonat amb el Premi de la Crítica de Barcelona al millor espectacle internacional.

### Sitges Teatre Internacional
2000- Cara de foc de Marius von Mayenburg, Deutsches Schauspielhaus, Hamburg.
2001- Disco Pigs d'Enda Walsh, Deutsches Schauspielhaus, Hamburg.

### Teatre Lliure de Barcelona
2003- Shopping & Fucking de Mark Ravenhill, Baracke am Deutschen Theater.
2005- Nora d'Henrik Ibsen, Schaubühne am Lehniner Platz.
Crítica de Nora a La Vanguardia per Joan-Anton Benach.
2006- L'àngel exterminador de Karst Woudstra a partir de la pel·lícula de Luis Buñuel, Schaubühne am Lehniner Platz.
Dossier L'àngel exterminador del Teatre Lliure 2006.
Entrevista Goethe Institut amb motiu de la representació de L'àngel exterminador.
2007- Hedda Gabler d'Henrik Ibsen, Schaubühne am Lehniner Platz.
Entrevista a La Vanguardia amb motiu de la representació de Hedda Gabler.
2008- Hamlet de Shakespeare, Schaubühne am Lehniner Platz.
Dossier de Hamlet del Teatre Lliure.
Crítica de Hamlet a El País.
2010- Othello de Shakespeare, Schaubühne am Lehniner Platz.
Dossier de Othello del Teatre Lliure 2010/2011.

### Festival Temporada Alta de Girona
2004- Concert a la carta de Franz Xaver Kroetz, Schaubühne am Lehniner Platz.
2013- Susn de Herbert Achternbusch, Münchner Kammerspiele.
Presentació de Susn a la pàgina web del Festival Temporada Alta 2013
Dossier de Susn al Festival Temporada Alta 2013
Entrevisa a Thomas Ostermeier a El País.
Entrevista a Thomas Ostermeier i fragments de l'obra Susn al Teatre Municipal de Girona (video).
2015- El matrimoni de Maria Braun de Rainer Werner Fassbinder, Schaubühne am Lehniner Platz.
2016- La gavina d'Anton Txékhov, Théâtre de Vidy de Lausanne.

## Posades en escena
- 1996 Faust / Artaud, bat-Studiotheater, Berlín.
- 1996 Fat Men in skirts de Nicky Silver, Baracke am Deutschen Theater, Berlín.
- 1997 Ganivets a les gallines de David Harrower, Baracke am Deutschen Theater, Berlín.
- 1997 Un home és un home de Bertolt Brecht, Baracke am Deutschen Theater, Berlín.
- 1997 Suzuki d'Alexei Schipenko, Baracke am Deutschen Theater, Berlín.
- 1998 Shopping & Fucking de Mark Ravenhill, Baracke am Deutschen Theater, Berlín.
- 1998 Unter der Gürtellinie de Richard Dresser, Baracke am Deutschen Theater, Berlín.
- 1999 L'ocell blau de Maurice Maeterlinck, Deutschen Theater, Berlín.
- 1999 Disco Pigs d'Enda Walsh, Deutsches Schauspielhaus, Hamburg.
- 1999 Cara de foc de Marius von Mayenburg, Deutsches Schauspielhaus, Hamburg.
- 1999 Suzuki II d'Alexei Schipenko, Baracke am Deutschen Theater, Berlín.
- 2000 Personenkreis (Categorie 3.1) de Lars Norén, Schaubühne am Lehniner Platz, Berlín.
- 2000 Gier de Sarah Kane, Schaubühne am Lehniner Platz, Berlín.
- 2000 El nom de Jon Fosse, Schaubühne am Lehniner Platz, Berlín.
- 2000 Paràsits de Marius von Mayenburg, Schaubühne am Lehniner Platz, Berlín.
- 2001 Això és una cadira de Caryl Churchill, Schaubühne Berlin.
- 2001 La mort de Danton de Georg Büchner, Schaubühne am Lehniner Platz, Berlín.
- 2001 Supermarket de Biljana Srbljanovic, Schaubühne am Lehniner Platz, Berlín.
- 2002 La tribu forta de Marieluise Fleißer, Münchner Kammerspiele.
- 2002 Èpoques daurades de Richard Dresser, Schaubühne am Lehniner Platz, Berlín.
- 2002 Nora d'Henrik Ibsen, Schaubühne am Lehniner Platz, Berlín.
- 2003 Wunschkonzert de Franz Xaver Kroetz, Schaubühne am Lehniner Platz, Berlín.
- 2003 Woyzeck de Georg Büchner, Schaubühne am Lehniner Platz, Berlín.
- 2003 Suburban Motel 6: Risiko de George F. Walker, Schaubühne am Lehniner Platz, Berlín.
- 2003 L'àngel exterminador de Karst Woudstra, Schaubühne am Lehniner Platz, Berlín.
- 2004 Lulú de Frank Wedekind, Schaubühne am Lehniner Platz, Berlín.
- 2004 El constructor Solness d'Henrik Ibsen, Burgtheater Wien.
- 2004 Eldorado de Marius von Mayenburg, Schaubühne am Lehniner Platz, Berlín.
- 2005 Rebentats de Sarah Kane, Schaubühne am Lehniner Platz, Berlín.
- 2005 Hedda Gabler d'Henrik Ibsen, Schaubühne am Lehniner Platz, Berlín.
- 2006 A Electra li queda bé el dol d'Eugene O’Neill, Schaubühne am Lehniner Platz, Berlín.
- 2006 El somni d'una nit d'estiu de William Shakespeare, Schaubühne am Lehniner Platz, Berlín.
- 2006 Product de Mark Ravenhill, Schaubühne am Lehniner Platz, Berlín.
- 2007 El matrimoni de Maria Braun de Werner Fassbinder, Münchner Kammerspiele.
- 2007 La gata sobre la teulada de zinc calenta de Tennessee Williams, Schaubühne am Lehniner Platz, Berlín.
- 2007 Room service de John Murray i Allen Boretz, Schaubühne am Lehniner Platz, Berlín.
- 2008 The city/The Cut de Martin Crimp i Mark Ravenhill, Schaubühne am Lehniner Platz, Berlín.
- 2008 Hamlet de William Shakespeare, Schaubühne am Lehniner Platz, Berlín.
- 2009 John Gabriel Borkmann d'Henrik Ibsen, Schaubühne am Lehniner Platz, Berlín.
- 2009 Susn de Herbert Achternbusch, Münchner Kammerspiele.
- 2010 Dimonis de Lars Norén, Schaubühne am Lehniner Platz, Berlín.
- 2010 Othello de William Shakespeare, Schaubühne am Lehniner Platz, Berlín.
- 2010 La senyoreta Júlia de Strindberg, Teatre de les Nacions, Moscou.
- 2011 Mesura per mesura de William Shakespeare, Schaubühne am Lehniner Platz, Berlín.
- 2012 Un enemic del poble d'Henrik Ibsen, Schaubühne am Lehniner Platz, Berlín.
- 2013 Mort a Venècia de Thomas Mann i Gustav Mahler, Schaubühne am Lehniner Platz, Berlín.
- 2013 Les revenants, d'Henrik Ibsen, Théâtre de Vidy, Lausanne.
- 2014 The Little Foxes de Lillian Hellman, Schaubühne am Lehniner Platz, Berlín.
- 2014 El matrimoni de Maria Braun de Werner Fassbinder, Schaubühne am Lehniner Platz, Berlín.
- 2015 Richard III de Shakespeare, Schaubühne am Lehniner Platz, Berlín.
- 2015 Bella Figura de Yasmina Reza, Schaubühne amb Lehniner Platz, Berlín.
- 2016 La gavina d'Anton Txékhov, Théâtre de Vidy, Lausanne.
- 2016 El professor Bernhardi d'Arthur Schnitzler, Schaubühne amb Lehniner Platz, Berlín.

## Premis
- 1997 Premi Berliner Bär Kulturpreis.
- 1997 Premi Friedrich Luft per Ganivets a les gallines.
- 1998 Baracke am Deutschen Theater "Teatre de l'any".
- 1998 Premi Friedrich Luft.
- 1999 Millor director jove al MESS-Festival de Sarajevo.
- 2000 Prix Europe Nouvelles réalités théâtrales (PENRT).
- 2002 Herald-Angel-Award d'Edinburgh.
- 2003 Premi "Nestroy" per Nora.
- 2003 Premi Politika durant el festival de teatre BITEF de Belgrad.
- 2006 Premi del públic del Theater Gemeinde de Berlín per Hedda Gabler.
- 2009 Gran Premi de la Crítica de França per John Gabriel Borkmann.
- 2009 Premis de la Crítica de Barcelona, millor espectacle internacional per Hamlet.
- 2009 Officier des Arts et des Lettres per Hamlet, Ministeri de Cultura francès.
- 2010 Ordre des Arts et des Lettres, França.
- 2010 President de la Deutsch-Französischer Kulturrat (DKFR).
- 2010 Premi de la crítica al festival internacional de teatre KONTAKT a Torun (Polònia).
- 2011 Lleó d'Or de la Biennal de Venècia.
- 2011 Premi Friedrich Luft a la Millor Obra de teatre de Berlín per Mesura per Mesura.
- 2011 Premi de la crítica a la Millor Producció Internacional per Hamlet (Xile).
- 2012 Premi d'honor del 18a Festival de Teatre d'Istanbul per Hamlet.
- 2015 Premis de la Crítica, millor espectacle internacional per El matrimoni de Maria Braun.
- 2016 Premi al millor director al Festival Internacional de Teheran per Hamlet.